# Jaromír Navrátil
Jaromír Navrátil (20 febbraio 1963) è un ex calciatore ceco, fino al 1993 cecoslovacco, di ruolo centrocampista.